# Morelosia havanensis
Morelosia havanensis là loài thực vật có hoa trong họ Mồ hôi. Loài này được (Willd. ex Roem. & Schult.) Kuntze mô tả khoa học đầu tiên năm 1891.